# Lago Colico
El lago Colico es una masa de agua superficial ubicada en la comuna de Cunco, provincia de Cautín, región de la Araucanía. El lago está situado a unos 14 km al sur de la ciudad de Cunco. Pertenece a la cuenca del río Toltén.

## Ubicación y descripción
Tiene una superficie de 60 km² y es de origen glacial.: 25  Con él se inicia por el norte la cadena de lagos antepuestos a la cordillera que se prolonga hasta el seno de Reloncaví.
Las riberas del lago son irregulares con playas angostas y pedregosas, siendo las más importantes Puerto Puma, Bajo Hondo y El Hogar, correspondiente este último al sitio de un antiguo albergue infantil. Las aguas del lago son de aspecto transparente y con temperaturas agradables para el baño.

## Hidrología
El principal alimentador del lago es el río Trafampulli que desemboca en él por el lado este. 

## Historia
Su nombre proviene del mapudungun y significa Kolüko, "aguas rojas".
Luis Risopatrón lo des describe en su Diccionario Jeográfico de Chile de 1924:
Colico (Lago) 39° 05' 72° 00'. Estenso, rodeado de alturas selvosas, desagua en su estremo W, por el rio Colico, al rio Allipen. 156; i 166; i Colico o Quechurehue en 61, CI, p. 642.

## Población, economía y ecología
En el lago y sus alrededores se pueden realizar diversas actividades turísticas recreativas tales como el pícnic, la pesca deportiva y otros deportes náuticos, aunque no se cuenta con instalaciones.
La fauna acuática del lago está compuesta por peces tales como la trucha fario, la trucha arcoíris y el pejerrey argentino. Asimismo la flora de los alrededores del lago está compuesta por coigüe y roble, además de arbustos tales como notro, chilco, y quila.

### Estado trófico
La eutrofización es el envejecimiento natural de cuerpos lacustres (lagos, lagunas, embalses, pantanos, humedales, etc.) como resultado de la acumulación gradual de nutrientes, un incremento de la productividad biológica y la acumulación paulatina de sedimentos provenientes de su cuenca de drenaje.: 4  Su avance es dependiente del flujo de nutrientes, de las dimensiones y forma del cuerpo lacustre y del tiempo de permanencia del agua en el mismo.: 24  En estado natural la eutrofización es lenta (a escala de milenios), pero por causas relacionadas con el mal uso del suelo, el incremento de la erosión y por la descarga de aguas servidas domésticas entre otras, puede verse acelerado a escala temporal de décadas o menos.: 4  Los elementos más característicos del estado trófico son fósforo, nitrógeno, DBO5 y clorofila y la propiedad turbiedad.
Existen diferentes criterios de clasificación trófica que caracterizan la concentración de esos elementos (de menor a mayor concentración) como: ultraoligotrófico, oligotrófico, mesotrófico, eutrófico, hipereutrófico. Ese es el estado trófico del elemento en el cuerpo de agua. Los estados hipereutrófico y eutrófico son estados no deseados en el ecosistema, debido a que los bienes y servicios que nos brinda el agua (bebida, recreación, higiene, entre otros) son más compatibles con lagos de características ultraoligotróficas, oligotróficas o mesotróficas.: 14 
Según un informe de la Dirección General de Aguas de 2018, el lago tenía en 2013, condiciones de bajo nivel de trofía (oligotrofia).: 25 